# Sante Gaiardoni
Sante Giovanni Gaiardoni (Villafranca di Verona, 29 de junio de 1939-Motta Visconti, 30 de noviembre de 2023) fue un deportista italiano que compitió en ciclismo en la modalidad de pista, especialista en la prueba de velocidad individual.
Participó en los Juegos Olímpicos de Roma 1960, obteniendo dos medallas de oro, en las pruebas de velocidad individual y del kilómetro contrarreloj (estableciendo un nuevo récord mundial en esta última disciplina).
Ganó ocho medallas en el Campeonato Mundial de Ciclismo en Pista entre los años 1958 y 1970.
Fue galardonado con la medalla de oro del Comité Olímpico Nacional Italiano y con el Collar de Oro del Mérito Deportivo.

## Medallero internacional
| Juegos Olímpicos   | Juegos Olímpicos         | Juegos Olímpicos  | Juegos Olímpicos         |
| Año                | Lugar                    | Medalla           | Competición              |
| ------------------ | ------------------------ | ----------------- | ------------------------ |
| 1960               | Roma (Italia)            | Medalla de oro    | Velocidad individual     |
| 1960               | Roma (Italia)            | Medalla de oro    | 1 km contrarreloj        |
| Campeonato Mundial |                          |                   |                          |
| Año                | Lugar                    | Medalla           | Competición              |
| 1958               | París (Francia)          | Medalla de plata  | Velocidad individual (A) |
| 1959               | Ámsterdam (Países Bajos) | Medalla de plata  | Velocidad individual (A) |
| 1960               | Leipzig (RDA)            | Medalla de oro    | Velocidad individual (A) |
| 1962               | Milán (Italia)           | Medalla de plata  | Velocidad individual (P) |
| 1963               | Rocourt (Bélgica)        | Medalla de oro    | Velocidad individual (P) |
| 1966               | Fráncfort (RFA)          | Medalla de bronce | Velocidad individual (P) |
| 1969               | Amberes (Bélgica)        | Medalla de bronce | Velocidad individual (P) |
| 1970               | Leicester (Reino Unido)  | Medalla de plata  | Velocidad individual (P) |

## Palmarés
- 1958
  - Campeón de Italia de tándem amateur (con Sergio Bianchetto)
- 1959
  - Campeón de Italia de tándem amateur (con Turchemeis Zanettini)
  - 1.º en la Milán-Busseto
- 1960
  - Medalla de oro en los Juegos Olímpicos de Roma en kilómetro contrarreloj 
  - Medalla de oro en los Juegos Olímpicos de Roma en velocidad individual 
  - Campeón del mundo amateur de velocidad 
  - Campeón de Italia de tándem amateur (con Turchemeis Zanettini) 
  - 1.º en el Gran Premio de París en velocidad amateur
  - 1.º en el Gran Premio de Copenhague en velocidad amateur
- 1962
  - Campeón de Europa de Velocidad
- 1963
  - Campeón del mundo de velocidad
- 1964
  - Campeón de Italia de velocidad
- 1970
  - 1.º en el Gran Premio de Copenhague